# Кареда (природний заповідник)
Природний заповідник Ка́реда (ест. Kareda looduskaitseala) — природоохоронна територія в Естонії, у самоврядуваннях Ярва та Пайде повіту Ярвамаа.

## Основні дані
KKR-код: KLO1000186
Загальна площа — 362,8 га.
Заповідник утворений 14 липня 2005 року.

## Розташування
Природоохоронний об'єкт розташовується на землях, що належать селам Ембра, Єетла, Кагала, Кареда та Суурпалу
Територія заповідника збігається з природною областю Кареда (Kareda loodusala), що включена до Європейської екологічної мережі Natura 2000.

## Мета створення
Метою створення заповідника є збереження 4 типів природних оселищ:
| Код   | Тип оселища                                                                 | Площа, га |
| ----- | --------------------------------------------------------------------------- | --------- |
| 7210* | Карбонатні низинні болота з видами Cladium mariscus та Caricion davallianae | 44        |
| 9010* | Західна тайга                                                               | 67        |
| 9050  | Феноскандійські ліси з Picea abies і багатим трав'яним покривом             | 45        |
| 9080  | Феноскандійські листопадні заболочені ліси                                  | 85        |

У заповіднику охороняються види птахів: підорлик малий (Aquila pomarina) та лелека чорний (Ciconia nigra), які належать до I охоронної категорії (Закон Естонії про охорону природи).

## Зони заповідника
| Назва   | Назва        | Тип                   | Площа, га | Категорія МСОП | Координати                                                            |
| ------- | ------------ | --------------------- | --------- | -------------- | --------------------------------------------------------------------- |
| Кареда  | Kareda skv.  | зона цільової охорони | 286,3     | IV             | 58°55′38″ пн. ш. 25°46′29″ сх. д. / 58.92722° пн. ш. 25.77472° сх. д. |
| Мурумяе | Murumäe skv. | зона цільової охорони | 76,5      | IV             | 58°55′38″ пн. ш. 25°46′59″ сх. д. / 58.92722° пн. ш. 25.78306° сх. д. |